# خوان دييغو ديل كاستيلو
خوان دييغو ديل كاستيلو (بالإسبانية: Juan Diego del Castillo)‏ هو عالم نبات إسباني ومكسيكي، ولد في 1744، وتوفي في 1793 في المكسيك.